# Tanacu
Tanacu es una comuna ubicada en el distrito de Vaslui, Rumania.

## Superficie
Posee una superficie de 62,11 kilómetros cuadrados.

## Demografía
Hasta 2021 la población era de 1724 habitantes, con una densidad de población de 27,76 habitantes por kilómetro cuadrado.